# غارفيلد اكيرز
غارفيلد اكيرز (بالإنجليزية: Garfield Akers)‏ هو عازف قيثارة ومغني أمريكي، ولد في 1902، وتوفي في 1953 في ممفيس في الولايات المتحدة.

## وصلات خارجية
- غارفيلد اكيرز على موقع ميوزك برينز (الإنجليزية)
- غارفيلد اكيرز على موقع ديسكوغز (الإنجليزية)